# Sajó-Bohus László
Sajó-Bohus László (Miskolc, 1947. május 23. –) magyar származású venezuelai atomfizikus, akadémikus.

## Élete
9 éves korában szüleivel Budapestre költöztek. Itt érte őket az 1956-os forradalom, melyet követően 1957-ben a család elhagyta az országot és Bécsbe költöztek. Innen,  a Dél-amerikai ország osztrák nagykövetségének segítségével utaztak tovább Venezuelába.
Tanulmányait Európában végezte: 1969–75-ig a Milánói Egyetemen tanult, emellett 1971-1972 között a Tekelec Airtronicnél dolgozott technikusként, majd 1975-ben visszatért Caracasba. A venezuelai Simón Bolívar Egyetemen már 1975-től kezdett dolgozni, 1977-től az atomfizikai tanszék vezetője volt, 1982-től 1985-ig Birminghami Egyetemen folytatott tanulmányokat, ahol PhD fokozatot szerzett.
1990 és 1994 között az egyetem laboratóriumvezetője volt, 1996-99-ig a Nemzetközi Atomenergia-ügynökség koordinátoraként dolgozott Bécsben, 1997–2012 között a Simón Bolívar Egyetem atomfizikai tanszékének menedzsmentjének tagja, ezen belül 2002-3, majd 2012-2013 között ismét tanszékvezető.
Magyarországon az Eötvös Loránd Tudományegyetem vendégprofesszoraként is megfordult az 1990-es évek közepén. Marx Györggyel és Horváth Ákossal együttműködve végzett kutatásokat a radonaktivitásról. 1997 óta tiszteletbeli tagja az Eötvös Loránd Fizikai Társulatnak.